# Psychotria barkleyi
Psychotria barkleyi är en måreväxtart som beskrevs av Seymour Hans Sohmer och Aaron Paul Davis. Psychotria barkleyi ingår i släktet Psychotria och familjen måreväxter. Inga underarter finns listade i Catalogue of Life.